# Рихтгофен, Лотар фон
Лотар Зигфрид фрайхерр фон Рихтгофен (нем. Lothar-Siegfried Freiherr von Richthofen; 27 сентября 1894, Бреслау — 4 июля 1922) — немецкий летчик-истребитель, участник Первой мировой войны, в ходе которой одержал 40 воздушных побед. Младший брат знаменитого Манфреда фон Рихтгофена. Двоюродный брат будущего генерал-фельдмаршала авиации Вольфрама фон Рихтгофена.

## Первая мировая война
Первая мировая застала Лотара в Данцигском кадетском училище. Лотар сразу же оставил обучение и записался в кавалерийский полк. В кавалерии он служил и на Западном, и на Восточном фронтах. По совету старшего брата в мае 1915 года он переводится в ВВС Германской империи.

## Летная жизнь
Он летал в разведке, служил в отряде Освальда Бёльке, в отряде брата, где впоследствии стал пилотом-истребителем. По словам современников, он был превосходным пилотом. Был несколько раз ранен. Лёжа в госпитале, он узнал о смерти брата. Относительно времени участия в боевых действиях и пребывания в госпиталях Лотар был даже более эффективным асом, чем его знаменитый старший брат Манфред — «Красный Барон». Он имел 40 подтвержденных побед, причём 33 из них он одержал в течение трех месяцев: 15 в апреле 1917, 8 в мае 1917 и 10 в августе 1918 года.

## После войны
После возвращения с фронта Лотар фон Рихтгофен некоторое время работал на ферме. Женился на графине Дорис фон Кейзерлинк в июне 1919 года, воспитывал сына Вульфа Манфреда (1922—2010) и дочь Кармен Виолу (1920—1971). Развелся. Начал летать на коммерческих рейсах, перевозя пассажиров и почту между Берлином и Гамбургом. 4 июля 1922 года погиб в авиакатастрофе на своем самолете LVG C.VI из-за отказа двигателя. Вместе с ним находились на борту актриса Ферн Андра и её директор Георг Блун, которые выжили, пролечившись в больнице около года.
Лотар фон Рихтгофен был похоронен рядом с отцом на кладбище гарнизона, позднее местные жители сровняли кладбище с землей, когда город был передан Польше после окончания Второй мировой войны. Сегодня на этом месте находится футбольное поле, хотя надгробие фон Рихтгофена все ещё существует. Мемориальная доска в память Лотару находится рядом с могилой брата Манфреда фон Рихтгофена в Висбадене.

### Награды
- Железный крест 2-го класса (10.10.1914) (Королевство Пруссия)
- Железный крест 1-го класса (16.03.1916)
- Королевский орден Дома Гогенцоллернов рыцарский крест с мечами (01.05.1917)
- Орден «Pour le Mérite» (14.05.1917) (Королевство Пруссия)
- Орден «За военные заслуги» 4-го класса с мечами (Королевство Бавария)
- Ганзейский крест (Гамбург)
- Медаль Лиакат в серебре с саблями (Османская империя)
- Железный полумесяц (Османская империя)
- Нагрудный знак «За ранение» (1918) в серебре
- Знак военного лётчика (Королевство Пруссия)